# 科朗坦·托利索
科朗坦·托利索（法語：Corentin Tolisso，1994年8月3日—）是一位法国足球运动员，司职中场，現時效力法国足球甲级联赛俱乐部里昂及法国国家足球队。

## 俱乐部生涯

### 早年时期
托利索是在2000年开始其足球生涯，于6岁时加入法国俱乐部安普勒普伊森城（Stade Amplepuisien）。他于2004年转投拉布雷斯勒（FC du Pays de L’Arbresle），并于12岁时签约奥林匹克里昂青训营。他在此前已希望代表该俱乐部效力，但膝伤阻碍了他提前融入球队的脚步。
2013年8月10日，时任主教练的雷米·加尔德给了托利索首次亮相里昂一线队的机会，在主场以4比0战胜尼斯的比赛中于第92分钟替补阿诺德·姆恩巴出场。2013年10月24日，他又完成欧洲俱乐部赛事首秀，帮助球队于2013-14赛季欧洲联赛分组赛中以1比0战胜里耶卡。一周后，托利索与俱乐部签署了自己的首份职业合同，期至2017年届满。2014年3月9日，他在一场法甲比赛的伤停补时阶段（第94分钟）射入职业生涯首球，帮助里昂客场以2比1战胜波尔多。托利索在该季的大部分时间都被用作多面手，例如顶替默罕莫多·达博担当右后卫，以及在和杰达·丰法纳受伤后出任中前卫。
随着丰法纳的持续缺阵和克萊門特·格萊尼爾的连串伤病，使得托利索在接下来的赛季有了更多里昂一线队的出场机会。在2014-15赛季，他打满了全部法甲比赛，并射入7球。赛季结束后，他与队友納比勒·費基爾和安東尼·盧比斯都获得了新合同，将代表俱乐部效力直至2020年。在2015-16赛季，他延续了在法甲的良好表现，射入5球并有6次助攻，帮助里昂以亚军完赛，排名仅次于巴黎圣日耳曼。

### 2016-17赛季
托利索在前季的表现赢来了许多欧洲各地的追求者，并且在2016年7月，意甲俱乐部那不勒斯为其开出3750万欧元的报价。然而，他拒绝了这一转会并重申自己对里昂的承诺，理由是他对俱乐部的热爱，并且相信他们的不断进步是使他留队的重要原因。
托利索于2016年法国超级杯上完成首秀，其中里昂以1比4惨败于法甲卫冕冠军巴黎圣日耳曼。托利索于第87分钟破门，但这仅能作为己方的一粒安慰入球。他在该赛季法甲的首个入球是在8月27日取得，在客场以2比4不敌第戎的比赛中先开纪录。9月14日，在主场对阵萨格勒布迪纳摩的欧洲冠军联赛分组赛中，托利索又于第13分钟射入个人欧洲俱乐部赛事首球，帮助里昂以3比0获胜。
2016年10月2日，随着队长马克西姆·戈纳隆和副队长亚历山大·拉卡杰特双双受伤，托利索得以在里昂的新主场——奥林匹克里昂公园首次对阵圣埃蒂安的罗讷河德比时接过队长袖标，并担当里昂的场上领袖。而在双方于2月5日的次回合交锋中，托利索又因对法比恩·勒穆瓦纳犯规而领得职业生涯其首张红牌。在托利索被逐之前，它的里昂队友拉希德·格萨尔便已因挑衅同一位球员而被罚下。在里昂不敌圣埃蒂安的比赛中展现出的不良纪律促使俱乐部主席让-米歇尔·奥拉斯宣布，两位球员都将因他们的行为受到严惩。尽管如此，托利索还是占据着主力位置，并且在2016-17赛季结束后，于代表里昂参加的47场各项比赛中射入14球，并有7次助攻。他同时也入选了欧洲联赛的赛季最佳阵容。

### 拜仁慕尼黑
2017年6月14日，德甲俱乐部拜仁慕尼黑宣布与里昂达成协议，以首笔4150万欧元的价格、外加600万欧元的浮动费用购入托利索，并签订了为期五年的合同。这是里昂俱乐部史上金额最高的出售球员收入。它同时也是德甲（以及拜仁）历史上金额最高的购买球员支出，超过了此前拜仁慕尼黑于2012年8月以4000万欧元从毕尔巴鄂竞技购入哈维·马丁内斯的纪录。

### 重返里昂
2022年7月1日，奥林匹克里昂宣佈托利索回歸母會，簽下了為期五年的合同。

## 国家队生涯
尽管出生于法国，并且曾代表法国各级青年队、包括由他身兼队长的21岁以下青年队出场，托利索还是拥有代表其父亲的原籍国多哥效力的权利。2016年，时任多哥主教练的克洛德·勒鲁瓦透露，他曾试图說服托利索代表多哥而非法国国家队效力。托利索此前已承认了他与多哥的纽带关系，但忠于法国，因为“我在这里出生及成长”。
在代表法国各级青年队出场后，托利索于2017年3月首次获得成年组国家队的征召，以备战对阵卢森堡和西班牙的国际比赛。他在2017年3月28日对阵后者的比赛中完成首秀，先发出场并至第80分钟才被换下，法国最终主场以0比2落败。
2018年世界盃，托利索入選法国国家队最後二十三人名單。在首戰對澳大利亞的比賽中以中前衛的身分先發上場。然而在八強戰對法烏拉圭時教練組卻選擇他（而非正統邊路球員出身的或登貝萊）頂替雙黃停賽的擔任先發左中場，托利索亦用出色的表現回報信任。決賽對陣克羅埃西亞，托利索於下半場再度換下馬圖伊迪擔綱左中場（這次替補登場也延續了自1982世界盃以來，每次世界盃決賽均有拜仁球員出場的紀錄），他的萬金油屬性得到了教練組的好評；最後法国队在決賽中以4-2勝出，自1998年奪冠後再次在世界盃捧盃。

## 生涯统计

### 俱乐部数据
最後更新：2018年8月6日
| 俱乐部       | 赛季     | 联赛     | 联赛 | 联赛 | 杯赛1 | 杯赛1 | 联赛杯2 | 联赛杯2 | 洲际3 | 洲际3 | 其它4 | 其它4 | 总计 | 总计 |
| 俱乐部       | 赛季     | 联赛     | 出场 | 入球 | 出场  | 入球  | 出场    | 入球    | 出场  | 入球  | 出场  | 入球  | 出场 | 入球 |
| ------------ | -------- | -------- | ---- | ---- | ----- | ----- | ------- | ------- | ----- | ----- | ----- | ----- | ---- | ---- |
| 奥林匹克里昂 | 2013-14  | 法甲     | 14   | 1    | 1     | 0     | 1       | 0       | 9     | 0     | 0     | 0     | 25   | 1    |
| 奥林匹克里昂 | 2014-15  | 法甲     | 38   | 7    | 2     | 0     | 0       | 0       | 3     | 0     | 0     | 0     | 43   | 7    |
| 奥林匹克里昂 | 2015-16  | 法甲     | 33   | 5    | 4     | 1     | 2       | 1       | 6     | 0     | 0     | 0     | 45   | 7    |
| 奥林匹克里昂 | 2016-17  | 法甲     | 31   | 8    | 1     | 1     | 0       | 0       | 14    | 4     | 1     | 1     | 47   | 14   |
| 奥林匹克里昂 | 总计     | 总计     | 116  | 21   | 8     | 2     | 3       | 1       | 32    | 4     | 1     | 1     | 160  | 29   |
| 拜仁慕尼黑   | 2017-18  | 德甲     | 26   | 6    | 5     | 1     | —       | —       | 8     | 3     | 1     | 0     | 40   | 10   |
| 生涯总计     | 生涯总计 | 生涯总计 | 142  | 27   | 13    | 3     | 3       | 1       | 40    | 7     | 2     | 1     | 200  | 39   |

1 包含法國盃赛事。

2 包含法國聯賽盃赛事。

3 包含欧洲冠军联赛及欧洲联赛赛事。

4 包含法国超级杯赛事。

### 国家队数据
最後更新：2018年8月6日
| 国家队 | 年份 | 出场 | 入球 |
| ------ | ---- | ---- | ---- |
| 法國   | 2017 | 5    | 0    |
| 法國   | 2018 | 9    | 0    |
| 总计   | 总计 | 14   | 0    |

## 榮譽

### 球會
拜仁慕尼黑
- 德国足协杯：2019,2020,2021
- 德甲：2018,2019,2020,2021,2022
- 歐冠：2020
- 歐洲超級盃：2020
- 德國超級盃:2017,2018,2020,2021
- 世俱杯：2020

### 法國國家隊
- 世界盃足球賽冠軍：2018

### 個人
- 歐霸盃最佳陣容：2016-2017
- 法國榮譽軍團勳章騎士級：2018年